# Parachela (orde)
Parachela is een orde van de stam Tardigrada (beerdiertjes). Het is een van de twee ordes onder de klasse Eutardigrada.
De orde kan onderverdeeld worden in acht superfamilies (waarvan één uitgestorven):
- orde Parachela
  - Beornidae (†)
  - Calohypsibiidae
  - Eohypsibiidae
  - Hypsibiidae
  - Macrobiotidae
  - Microhypsibiidae
  - Necopinatidae
  - Ramazzottiidae